# 위기의 주부들
《위기의 주부들》(Desperate Housewives)은 미국 ABC에서 방영한 드라마이다. 2004년 10월 시즌 1을 시작해, 2012년 시즌 8을 마지막으로 종영하였다.

## 내용
늘 조신하고 가정적으로만 생각했지만 실제로는 전혀 그렇지가 않은 주부들. 그리고 그들의 주 생활 무대인 도시 외곽 지역의 어두운 모습들을 코믹하게 그려낸 생생한 캐릭터들로 인해 미국 사회에서 붐을 일으킨 화제의 시리즈 로스트에 이어 최근 들어 인기 드라마의 불모지였던 ABC 방송국의 주가를 한껏 높인 1시간 분량 드라마이다.
2004년 10월 첫 방영 후, 시즌이 종료되기 전까지 CSI 과학수사대과 늘 전미 시청률 1, 2위를 다퉜던 드라마답게 흡인력 있으면서도 또한 재치 있고 감각적인 대사와 화면이 시청자들의 눈을 사로잡는다.
특히, 미국의 영부인인 ‘로라 부시’가 백악관 만찬에서 “대통령이 밤 9시에 잠들고 나면 나는 위기의 주부들(Desperate housewives)을 본다. 나야말로 위기의 주부다”라는 말을 하여 전 세계적으로 유명세를 탔으며, 인터넷에는 <위기의 주부들> 패션 따라잡기 쇼핑몰이 등장하는 등, 그야말로 미 전역에 <위기의 주부들> 폐인을 속출시키며 각기 다른 4명의 주부들의 지루한 일상과 그에 대한 일탈, 살인 사건의 비밀을 풀어나가는 미스터리 코믹 드라마이다.
친구와 가정에 충실한 삶을 살았던 메리 앨리스 영, 하지만 그런 그녀의 생활이 그녀에게 가져다 준 것은 죽음뿐. 이제 그녀는 하늘나라로 올라가게 되고 전혀 몰랐던 주변 사람들과 친구들의 비밀이 하나 둘씩 제 3자의 시선으로 코믹하게 벗겨진다.
배관공과 사랑 게임을 하는 이혼녀 수잔(테리 헤쳐 분), 4명의 자녀를 둔 전직 커리어 우먼 리네트(펠리시티 허프만 분), 언제나 완벽을 추구하는 브리(마샤 크로스 분), 정원사와의 일탈을 꿈꾸는 불만 많은 전직 모델 가브리엘(에바 롱고리아 분). 이 4명의 다른 주부들의 생활과 일탈 그리고 비밀이 <위기의 주부들>의 중심 줄거리이다.

## 연출 정보
마크 체리(Marc Cherry) (Creator and Executive Producer)
1985년 제작됐던 TV 드라마 <The Golden Girls>에서 1990년부터 1992년 동안 각본과 제작을 담당하고, 1992년, 속편 격인 < The Golden Palace>까지 작업했던 마크 체리는 2001년에는 <Some of My Best Friends>의 각본과 제작을 맡으면서, 명성을 쌓아 올려갔다. 현재 <위기의 주부들>에서는 각본과 공동 제작에 참여하며, 여전한 감각을 과시하고 있다. 1962년 생으로, 테너의 음역을 지녀 노래 실력 또한 뛰어나며, 미국 현지에서 2005-2006 시즌의 제작 발표회 현장에서는 뛰어난 춤과 노래 솜씨를 과시했다.
마이클 에델스타인(Michael Edelstein) (executive producer) 1981년 10월 9일생
2003년 代 테러 방지 수사 드라마로 미국의 代 테러 정예 부대를 그린 드라마 <Threat Matrix>에 executive producer로 참여하면서 터치스톤 社와 인연을 맺었던 마이클 에델스타인은 그 후, <Hope & Faith>에서도 executive producer로 참여하게 되면서, 2003년 가을, ABC의 제안을 받고 <위기의 주부들>팀에 합류하게 된다. CBS에서 3년 이상 시사 프로그램을 연출했던 경력도 있으며, CBS에 머문 동안 여러 시리즈들의 총감독을 지내기도 했다. <C.S.I: Crime Scene Investigation>의 시리즈 시작 과정에도 참여했으며, <Family Law>에도 역시 참여했었다. UCLA 출신으로 역사와 미술사를 전공했으며, 성적이 우수한 전미 대학생과 졸업생으로 구성된 Phi Beta Kappa의 회원이기도 하다.
톰 스페지알리(Tom Spezialy) (executive producer)
각본가이자 제작자 그리고 감독으로도 활동 중인 톰 스피쟐리가 가장 최근에 공동 제작자로써 자신의 이름을 올린 드라마 시리즈는 경찰을 그린 수사 드라마 <The District>이다. 그 뒤, 사후 세계를 그린 케이블 드라마 <Dead Like Me>에 executive producer로 참여하였으나, 언론의 혹평을 받기도 하였다. 그 외에 공동 제작자로 참여했던 시리즈로는 <That Was Then>, <Ed>, <Jack & Jill>, <Get Real>, <Veronica's Closet> 등이 있으며, 시리즈 <Weird Science>에서는 공동 제작과 아울러 몇 편의 에피소드를 연출하기도 했다.

## 출연진 (시즌 1~4)
- 서혜정 - 수전 메이어(테리 해처)
- 송도영 - 브리 반 드 캠프(마샤 크로스)
- 최문자 - 르네 스카보(펠리시티 허프만)
- 정미숙 - 가브리엘 솔리스(에바 롱고리아) / 케일라 헌팅턴 스카보(레이첼 G. 폭스, 시즌 3~4)
- 유남희 - 메리 앨리스 영(브렌다 스트롱) / 니나 플레처(조엘리 피셔, 시즌 2) / 베로니카(크리스틴 바우어, 시즌 2 17화) / 줄리 메이어(안드레아 보웬, 시즌 4)
- 오세홍 - 렉스 반 드 캠프(스티븐 컬프) / 노아 테일러(밥 건튼)
- 손정아 - 캐서린 메이페어(데이나 딜레이니, 시즌 4), 펠리시아 틸먼(해리엇 샌섬 해리스, 시즌 1~2)
- 구자형 - 마이크 델피노(제임스 덴턴) / 매튜 애플화이트(메캐드 브룩스, 시즌 1~2)
- 이재용 - 카를로스 솔리스(리카르도 안토니오 차비라) / 칼 메이어(리처드 버기)
- 김은아 - 줄리 메이어(안드레아 보웬, 시즌 1~3)
- 김옥경 - 이디 브릿(니콜레트 쉐리든) / 샤오 메이(그웬돌린 여, 시즌 2~3) / 멜라니 포스터(조이 비스코, 시즌 2 마지막화) / 노라 헌팅턴(키얼스턴 워렌)
- 나수란 - 카렌 맥클러스키(캐서린 주스텐)
- 이윤선 - 폴 영 (마크 모지스)
- 임채헌 - 앤드류 반 드 캠프(숀 파이프롬)
- 이미향 - 대니얼 반 드 캠프(조이 로렌) / 프렌 페레이라(퍼넬러피 앤 밀러, 시즌 2 10화) / 리비 콜린스(니콜 힐츠, 시즌 2)
- 임진응 - 잭 영(코디 캐시) / 톰 스카보(더그 세이번트)
- 위훈 - 존 롤런드(제시 멧칼피) / 스투(찰리 배브콕) / 프랭크 헬름(에디 맥클린턱, 시즌 2)
- 이정구 - 빅터 랭(존 슬래터리, 시즌 3~4)
- 김정희 - 필리스 반 드 캠프(셜리 나이트, 시즌 2,4)
- 장광 - 올슨 호지(카일 매클라클런)
- 안경진 - 소피 브레머(레슬리 앤 워렌, 시즌 1~2) / 베티 애플화이트(앨프리 우더드, 시즌 2)
- 황원 - 모티 플릭만(밥 뉴하트, 시즌 1~2) / 로니 문(월리스 숀, 시즌 2 5화)
- 김민석 - 조지 윌리엄스(로저 바트, 시즌 1~2)
- 이근욱 - 알버트 골드파인(샘 로이드, 시즌 1~2)
- 성병숙 - 존의 엄마(캐서린 해롤드, 시즌 1~2)
- 김래환 - 저스틴(라이언 케인즈, 시즌 1~2)
- 홍승섭 - 빌(릭 라바넬로, 시즌 1 7화) / 레너드 하퍼(래리 밀러, 시즌 2 7화)
- 김혜미 - 메이지 기번스 (샤론 로렌스, 시즌 1)
- 정민희 - 후아니타 솔리스 (루페 온티베로스, 시즌 1)
- 임수아 - 마사 후버 부인(크리스틴 이스터브룩, 시즌 1)
- 홍시호 - 데이비드 브레들리(에이드리언 패스더, 시즌 2 4~6화)
- 임은정 - 노마 하퍼 (메건 페이, 시즌 2 7화)
- 한상덕 - 헥터 라모스(대니 트레조, 시즌 2 8화)
- 온영삼 - 에디슨 프루디(폴 둘리, 시즌 2 8~10화)
- 김정호 - 커트 먼로(마이클 아이언사이드, 시즌 2 10~11화)
- 김익태 - 피터 맥밀런(리 터게슨, 시즌 2 17~21화)
- 정옥주 - 도나 (제니퍼 라이온스, 시즌 2 17~18화)
- 강구한 - 클라우드(M.C. 게이니, 시즌 2 20화)
- 박찬희 - 데일 헬름(샘 호리건, 시즌 2 20화)